# Lodi (Wisconsin)
Lodi es una ciudad ubicada en el condado de Columbia en el estado estadounidense de Wisconsin. En el Censo de 2010 tenía una población de 3.050 habitantes y una densidad poblacional de 666,07 personas por km².

## Geografía
Lodi se encuentra ubicada en las coordenadas 43°18′56″N 89°32′24″O / 43.31556, -89.54000. Según la Oficina del Censo de los Estados Unidos, Lodi tiene una superficie total de 4.58 km², de la cual 4.58 km² corresponden a tierra firme y (0%) 0 km² es agua.

## Demografía
Según el censo de 2010, había 3.050 personas residiendo en Lodi. La densidad de población era de 666,07 hab./km². De los 3.050 habitantes, Lodi estaba compuesto por el 96.3% blancos, el 0.26% eran afroamericanos, el 0.52% eran amerindios, el 1.02% eran asiáticos, el 0.13% eran isleños del Pacífico, el 0.79% eran de otras razas y el 0.98% pertenecían a dos o más razas. Del total de la población el 2.03% eran hispanos o latinos de cualquier raza.